# Ōshima Ken'ichi
Barón Ōshima Ken'ichi (大島 健?) (19 de junio de 1858, Prefectura de Gifu, Imperio del Japón - Japón, 24 de marzo de 1947) fue un general en el Ejército Imperial Japonés y Ministro de Guerra durante la Primera Guerra Mundial. Su hijo, Hiroshi Ōshima también era teniente general en el ejército, y se desempeñó como embajador japonés en el Tercer Reich.

## Biografía
Ōshima nació en el dominio Iwamura, Provincia de Mino (actualmente parte de la ciudad de Ena en la Prefectura de Gifu). Se graduó de la 4.ª clase de la Academia del Ejército Imperial Japonés en 1881, donde se especializó en artillería. Fue enviado al extranjero como agregado militar y para estudios a Francia y Prusia desde 1891 a 1893. 
Ōshima sirvió en el personal del general Yamagata Aritomo durante el Primer Ejército Japonés en la Primera guerra sino-japonesa. Durante la Guerra ruso-japonesa, sirvió en el Cuartel General Imperial, y después de la guerra ocupó varios cargos administrativos y de personal dentro del Estado Mayor del Ejército Imperial Japonés. Fue ascendido a mayor general en 1907 y a teniente general en 1913. 

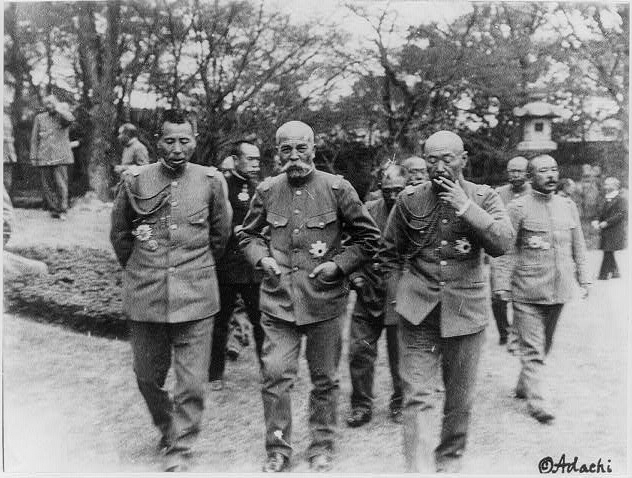
Ōshima (centro) con Tanaka Giichi (izquierda) y Uehara Yūsaku en 1918.

Del 30 de abril de 1916 al 29 de septiembre de 1918, Ōshima fue Ministro de Guerra bajo los primeros ministros Ōkuma Shigenobu y Terauchi Masatake. Ingresó a las reservas en 1919 y sirvió como miembro de la Casa de los Pares en la Dieta de Japón desde 1920. De 1940 a 1946, fue miembro del Consejo Privado.

### Libros
- Harries, Meirion (1994). Soldiers of the Sun: The Rise and Fall of the Imperial Japanese Army. Random House. ISBN 0-679-75303-6.  Harries, Meirion (1994). Soldiers of the Sun: The Rise and Fall of the Imperial Japanese Army. Random House. ISBN 0-679-75303-6.  Harries, Meirion (1994). Soldiers of the Sun: The Rise and Fall of the Imperial Japanese Army. Random House. ISBN 0-679-75303-6.

- Datos: Q385957
- Multimedia: Ōshima Ken'ichi / Q385957